# Capitalismo progresista
El capitalismo progresista es un marco económico que busca recalibrar los roles del mercado, el estado y la sociedad civil para mejorar el bienestar social. Este enfoque aboga por un nuevo contrato social que aproveche las fuerzas del mercado y el espíritu empresarial, al mismo tiempo que aborda problemas como el dominio del mercado, la desigualdad y las consecuencias de la globalización. El capitalismo progresista enfatiza la necesidad de inversión pública en tecnología, educación, asistencia sanitaria e infraestructura verde, junto con la implementación de opciones públicas para servicios esenciales.
A diferencia del socialismo, que exige un control gubernamental extenso sobre la producción, y del neoliberalismo, que promueve una mínima coordinación estatal, el capitalismo progresista apoya las economías de mercado con marcos regulatorios efectivos. Su objetivo es corregir los abusos del mercado y asegurar que el crecimiento económico y las oportunidades se distribuyan ampliamente. Al enfocarse en reformas dentro del sistema capitalista, busca lograr los beneficios del crecimiento económico impulsado por el mercado, equilibrado con equidad y sostenibilidad. Los críticos argumentan que sus reformas incrementales pueden no abordar los problemas sistémicos más profundos dentro del capitalismo.
Históricamente, en los EE.UU, el capitalismo progresista se ha asociado con períodos de crecimiento económico significativo y reducción de la desigualdad, como el New Deal y la Edad de Oro del capitalismo a mediados del siglo XX. Contrasta notablemente con el capitalismo neoliberal de libre mercado, que tiende a rechazar tales intervenciones a favor de mercados autorregulados con resultados más distribuidos de manera estrecha. En los últimos años, los resultados superiores del capitalismo progresista han sido promovidos por figuras como el economista neokeyneisana y ganador del Premio Nobel, Joseph Stiglitz, y miembros del Congreso de los EE.UU., como Ro Khanna.

## Definición
Según lo definido por el economista Joseph Stiglitz, el capitalismo progresista es una forma de capitalismo que aboga por un nuevo contrato social que reequilibra los roles del mercado, el estado y la sociedad civil, aprovechando las fuerzas del mercado y el espíritu empresarial para mejorar el bienestar social. Involucra la reescritura de las reglas económicas para abordar problemas como la dominancia del mercado, asegurando que la globalización beneficie a todos los ciudadanos, e implementando inversiones gubernamentales en tecnología, educación e infraestructura verde, junto con opciones públicas para servicios esenciales. Stiglitz también ha descrito el capitalismo progresista como "un mejor equilibrio entre el gobierno, los mercados y la sociedad civil".
El capitalismo progresista a menudo se presenta como un enfoque económico que se encuentra a medio camino entre el socialismo y el fundamentalismo de mercado neoliberal. Stiglitz ha afirmado que el capitalismo progresista responde al debate entre capitalismo y socialismo al enfatizar reformas dentro del sistema capitalista. Contrasta con el socialismo tradicional, que históricamente abogaba por un control gubernamental extenso de los medios de producción, un concepto que incluso en Europa hoy en día cuenta con menos apoyo. Según el economista Mark Cooper, el fundamentalismo de mercado libre emerge como el principal oponente del capitalismo progresista. Mientras que el capitalismo progresista aboga por políticas para corregir los abusos del mercado y lograr resultados socialmente beneficiosos, el fundamentalismo de mercado rechaza tales intervenciones, argumentando que los mercados se corregirán por sí mismos y que la regulación y el derecho de la competencia solo obstaculizan los negocios. Los defensores del fundamentalismo de mercado creen que la mínima interferencia del gobierno llevará a un beneficio público general, a pesar del potencial de empeorar los problemas existentes. Stiglitz argumenta que los fundamentalistas del mercado etiquetan erróneamente el capitalismo progresista como socialismo, cuando en realidad es claramente diferente.

## Historia
El economista Mark Cooper categoriza los periodos económicos de EE. UU. en dos modelos principales: fundamentalismo de mercado libre y capitalismo progresista. El fundamentalismo de mercado libre incluye la Edad Dorada (1869-1886), el Boom posterior a la Primera Guerra Mundial (1917-1932), y el Neoliberalismo (1980-2008). El capitalismo progresista abarca el New Deal (1933-1946) y la Edad de Oro (1947-1970), con periodos de transición que incluyen la Era Progresista (1887-1916), la Crisis (1970-1979), y la administración Obama (2009-2015).
El análisis econométrico muestra que el capitalismo progresista supera al neoliberalismo en los principales indicadores económicos. Durante la era del capitalismo progresista (1933-1972), el crecimiento del PIB aumentó un 2,78 %, en comparación con un modesto 1,51 % bajo el neoliberalismo (1980-2008). El crecimiento de la productividad también favoreció al capitalismo progresista, mostrando un aumento del 2,60 % frente al 0,84 % del neoliberalismo. Los niveles de inversión privada fueron más altos bajo el capitalismo progresista, con un 1,66 %, mientras que el neoliberalismo solo alcanzó un 0,29 %. Las tasas de desempleo mejoraron más bajo el capitalismo progresista, disminuyendo en un 2,62 %, en comparación con una reducción del 1,08 % bajo el neoliberalismo.

## Visión general
Los principios del capitalismo progresista incluyen reconocer el poder excesivo de las corporaciones como opresivo, ver al gobierno como un control sobre los excesos privados, entender métodos diversos para distribuir los beneficios económicos, valorar a los trabajadores bien remunerados como los consumidores del capitalismo, y rechazar la idea de que existe un intercambio entre la equidad y el crecimiento económico, con la reducción de la desigualdad fomentando potencialmente una mayor prosperidad. Un principio central del capitalismo progresista es su enfoque en mejorar el bienestar general, yendo más allá de las métricas del PIB para asegurar que los beneficios del progreso social se distribuyan de manera amplia y justa entre todos los ciudadanos.
Stiglitz delinea cuatro prioridades clave del capitalismo progresista. En primer lugar, implica restaurar el equilibrio entre los mercados, el estado y la sociedad civil para abordar problemas como la estagnación económica, el aumento de la desigualdad y la degradación ambiental mediante la regulación y la inversión gubernamentales. En segundo lugar, se reconoce el papel fundamental de la investigación científica y la cooperación social en la generación de riqueza, destacando la necesidad de mercados gobernados por el estado de derecho y la supervisión democrática. En tercer lugar, se aborda el problema del poder de mercado concentrado, que contribuye a la desigualdad y frena el crecimiento económico, mediante la reducción de la dominancia de grandes corporaciones. Finalmente, el capitalismo progresista busca romper el vínculo entre la influencia económica y política, abogando por reformas para reducir la influencia del dinero en la política y mitigar la desigualdad económica, fomentando en última instancia una sociedad más justa y próspera.
El capitalismo progresista busca mejorar la prosperidad en los Estados Unidos facilitando la expansión de oportunidades individuales en lugar de fomentar una dependencia perpetua en un gobierno excesivamente intrusivo. Alineados con el capitalismo progresista están objetivos sociales como priorizar la educación para adaptarse a la economía en evolución, asegurar el alivio de la deuda estudiantil y universitaria, y ofrecer un apoyo integral a las familias, incluyendo el acceso a la atención médica. También implica implementar un sistema tributario más justo, fortalecer la red de seguridad social, combatir la discriminación en el lugar de trabajo, abordar la segregación y asequibilidad de la vivienda, revitalizar la infraestructura nacional y fomentar el crecimiento económico en comunidades estancadas donde la reubicación es desafiante.
Stiglitz ha enfatizado que el capitalismo progresista no es "anti-mercado". El capitalismo progresista abraza los mercados mientras reconoce la necesidad de diversas instituciones, incluyendo el gobierno, la sociedad civil y entidades sin fines de lucro como las universidades. Subraya que una economía próspera requiere un enfoque equilibrado, integrando efectivamente estos diversos elementos. El capitalismo progresista subraya la importancia de las corporaciones, las pequeñas empresas y las firmas con fines de lucro, al tiempo que aboga por un conjunto robusto de instituciones, particularmente la participación del gobierno en la regulación y la inversión. El capitalismo progresista defiende medidas regulatorias y antimonopolio para asegurar la competencia, contrarrestando las afirmaciones neoliberales de que tales políticas son innecesarias. La evidencia muestra que bajo el capitalismo progresista, el sector financiero opera de manera más eficiente y competitiva, abordando los problemas de poder de mercado y superando al neoliberalismo en la reducción de abusos de mercado y la mejora del rendimiento.
El modelo Brandeis-Stiglitz de capitalismo progresista postula que el capitalismo prospera cuando apoya equitativamente al capital—mediante beneficios vinculados a la inversión—y al trabajo—mediante la productividad vinculada a los salarios. La evidencia de esta efectividad incluye un alto crecimiento económico, bajo desempleo y una reducción de la desigualdad. Este éxito se logra equilibrando los beneficios entre el capital y el trabajo e implementando una redistribución socialmente determinada del excedente para abordar las desigualdades producidas por el mercado. Un estado emprendedor fuerte desempeña un papel vital al apoyar al capital con proyectos de alto riesgo, infraestructura y la creación de nuevos mercados, y al trabajo mediante la educación, la capacitación en habilidades, el cuidado infantil y la vivienda.
El capitalismo progresista reimagina el contrato social entre votantes, funcionarios, trabajadores y corporaciones, con el objetivo de abordar las disparidades. Stiglitz aboga por expandir las opciones públicas en áreas críticas actualmente dominadas por entidades privadas o que carecen de una provisión suficiente. Resalta la oportunidad perdida de no incluir una opción pública en Obamacare, que podría haber aumentado las opciones y la competencia, reduciendo en última instancia los costos. Al implementar tales medidas en sectores como la jubilación y las hipotecas, Stiglitz visualiza la restauración de un nivel de vida de clase media para la mayoría de los estadounidenses.
En el modelo Brandeis-Stiglitz de capitalismo progresista, los sectores bancario y financiero son cruciales. Brandeis y Stiglitz critican los efectos nocivos del capital financiero cuando los bancos exceden sus funciones, como participar en la gestión o en tareas complejas más allá de evaluar y mantener préstamos, lo que conduce a conflictos de interés e ineficiencias. Este modelo también busca abordar los desafíos contemporáneos en el sector de las comunicaciones digitales aplicando principios fundamentales similares a los que guiaron el éxito de la segunda revolución industrial en Estados Unidos. Aboga por la creación de marcos regulatorios y directrices que fomenten la competencia y la innovación dentro de los mercados descentralizados, mientras se promueven las opiniones económicas, sociales y políticas aplicadas ampliamente en la sociedad. Destaca la necesidad de una implementación de políticas adaptable y basada en expertos para reflejar la naturaleza dinámica de la economía y hace un llamado a procesos políticos democráticos y participativos para apoyar las estructuras económicas en evolución.
El capitalismo progresista está siendo popularizado actualmente por el miembro del Congreso estadounidense Ro Khanna, quien ha enfatizado la necesidad de una regulación significativa y una redistribución justa para abordar los desafíos económicos y sociales de la sociedad contemporánea.

## Críticas
El economista Max B. Sawicky critica el enfoque del capitalismo progresista de Joseph Stiglitz por centrarse en reformas incrementales en lugar de abordar problemas fundamentales del mercado. Aunque las propuestas de Stiglitz, como el fortalecimiento de la Seguridad Social y las opciones públicas de hipoteca, buscan mejorar los sistemas existentes y reducir la explotación, Sawicky sostiene que estas no enfrentan los problemas estructurales más profundos del capitalismo. Sugiere que el enfoque de Stiglitz se limita a reformas socialdemocráticas y no considera soluciones más radicales, como la socialización de los medios de producción y la planificación económica integral, que podrían abordar de manera más efectiva los problemas sistémicos y aprovechar mejor las capacidades del sector público.
El World Socialist Web Site critica el concepto de "capitalismo progresista", considerándolo un marco engañoso promovido por figuras como Joseph Stiglitz, quienes argumentan que puede mitigar la desigualdad y mejorar el bienestar social a través de intervenciones gubernamentales como impuestos y regulaciones. El WSWS rechaza esta idea, afirmando que tales reformas no logran resolver las contradicciones inherentes y la naturaleza explotadora del capitalismo. Argumentan que la realidad histórica y económica demuestra la dependencia del capitalismo en la acumulación de beneficios a costa de los intereses de la clase trabajadora, a pesar de las reformas temporales. El WSWS defiende una revolución socialista como la única solución viable para transformar la sociedad y empoderar a la clase trabajadora contra las oligarquías financieras establecidas.